# 庫爾加尼夫卡
49°56′22″N 27°14′4″E / 49.93944°N 27.23444°E
庫爾加尼夫卡（烏克蘭語：Курганівка），是烏克蘭的村落，位於該國西部赫梅利尼茨基州，由舍佩蒂夫卡區負責管轄，處於比爾卡河畔，面積68平方公里，海拔高度266米，2001年人口350。